# Cleistocactus parviflorus
Cleistocactus parviflorus es una especie de planta suculenta perteneciente al género Cleistocactus, dentro de la familia Cactaceae. Es endémica de Bolivia. 

## Descripción
Cleistocactus parviflorus es una especie de cactus columnar que crece como un arbusto, con brotes verdes, erectos y ligeramente ramificados en la base. Alcanza alturas de hasta 3 m y diámetros de hasta 4 cm.  
Presenta de 12 a 15 costillas claramente dentadas, sobre las que se asientan areolas con espinas de diferentes colores que van del marrón al amarillento o al verdoso. Entre ellas se diferencian de 1 a 3 espinas centrales que miden hasta 2,5 cm de largo y de 5 a 9 espinas marginales que miden hasta 0,4 cm de largo. 

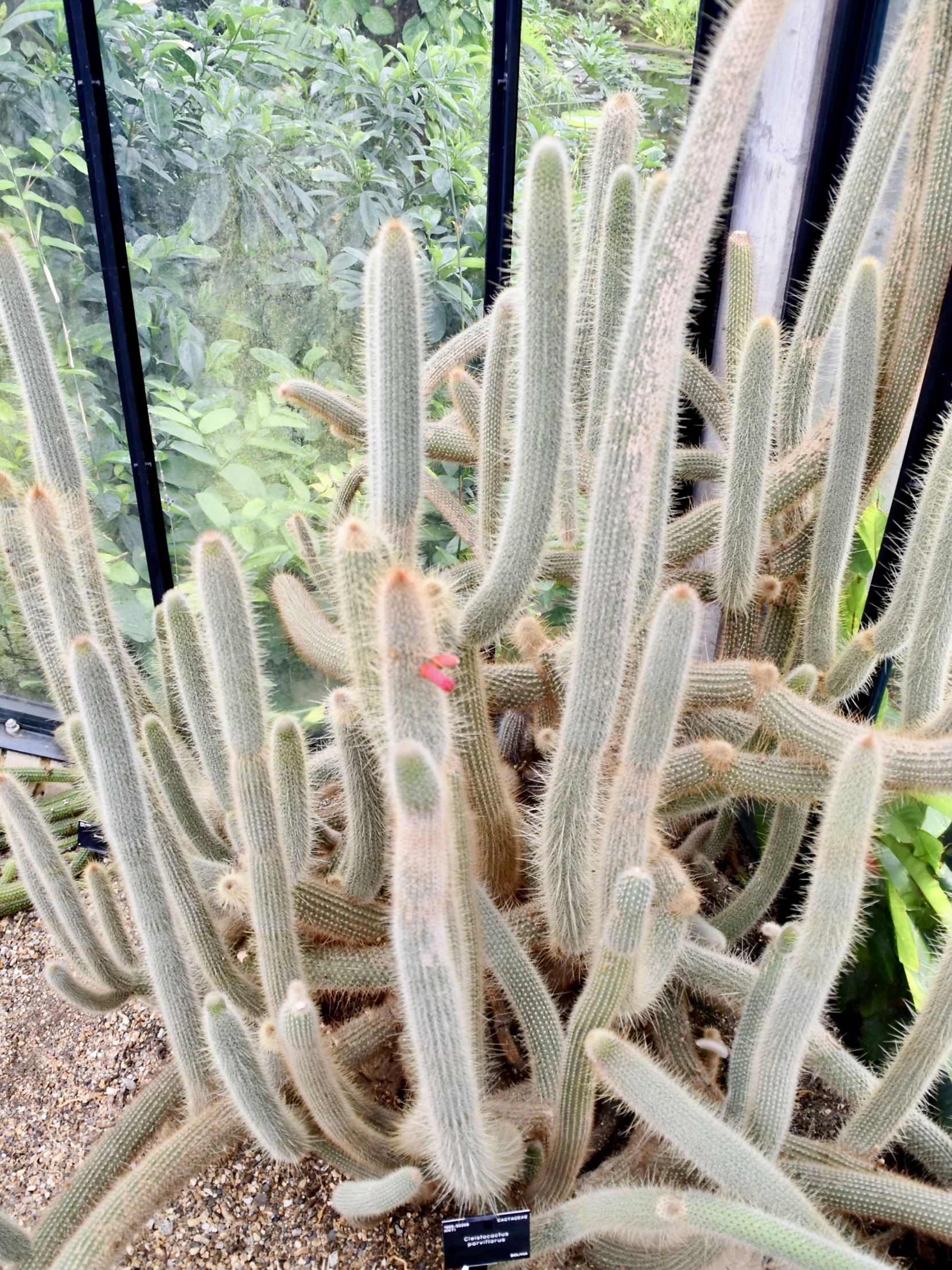
Vista de la planta

Las flores son rectas, tubulares y rojas. Miden entre 3 y 5 cm de largo y al igual que la mayoría de las especies del género, las flores apenas se abren. Los frutos son de color amarillo y miden hasta 1 cm de diámetro.

## Distribución y hábitat
El área de distribución nativa de esta especie es Bolivia (concretamente en los departamentos bolivianos de Santa Cruz y Cochabamba) y crece principalmente en el bioma desértico o de matorral seco, a altitudes de 1400 a 3000 metros.

## Taxonomía
La primera descripción de esta especie fue como Cereus parviflorus, publicada en 1897 por el botánico alemán Karl Moritz Schumann en la revista ilustrada Gesamtbeschreibung der Kakteen: 100.
Posteriormente, el botánico Robert Roland-Gosselin colocó la especie en el género Cleistocactus, pasando a llamarse Cleistocactus parviflorus y anotando estos cambios en la revista científica Bulletin Mensuel de la Societe Centrale d'Agriculture, d'Horticulture et d'Acclimatation de Nice et des Alpes-Maritimes 44: 32 en el año 1904.
Etimología
- Cleistocactus: nombre genérico que deriva de la combinación de la palabra griega kleistos (que significa ‘cerrado’), y cactus (término latino que alude a las plantas del género Cactaceae), haciendo referencias a que son ‘cactus con flores cerradas’ ya que, en algunas especies, las flores apenas se abren y parecen estar cerradas.
- parviflorus: epíteto específico que se deriva de las palabras latinas parvus (que significa 'pequeño') y florus (que significa 'florecido'), haciendo referencia a que sus flores son pequeñas.[5]

Sinonimia
- Cereus areolatus K.Schum. (1897)
- Cereus parviflorus K.Schum. (1897)
- Cleistocactus areolatus (K.Schum.) Riccob. (1909)
- Cleistocactus areolatus var. herzogianus (Backeb.) Backeb. (1959)
- Cleistocactus fusiflorus Cárdenas (1957)
- Cleistocactus herzogianus Backeb. (1934)
- Cleistocactus ianthinus Cárdenas (1956)
- Cleistocactus parviflorus var. aiquilensis F.Ritter (1963)
- Cleistocactus parviflorus var. comarapanus F.Ritter (1980)
- Cleistocactus parviflorus var. herzogianus (Backeb.) Backeb. (1963)
- Cleistocactus vallegrandensis Cárdenas (1961)
- Echinopsis parviflora (K.Schum.) Anceschi & Magli (2013)

## Estado de conservación
En la Lista Roja de Especies Amenazadas de la UICN, la especie está clasificada como de “Preocupación Menor (LC)”.

## Usos
Se cultiva principalmente como planta ornamental y su propagación se realiza a través de esquejes o semillas.